# Campanularia castellata
Campanularia castellata är en nässeldjursart som beskrevs av John Fraser 1925. Campanularia castellata ingår i släktet Campanularia och familjen Campanulariidae. Inga underarter finns listade i Catalogue of Life.